# Mnożnik kreacji pieniądza
Mnożnik kreacji pieniądza – pozwala odpowiedzieć na pytanie, jaką wielkość zasobu pieniądza (mierzonego agregatem M1) jest w stanie wykreować system bankowy z pojawiającego się w gospodarce nowego pieniądza wielkiej mocy (mierzonego agregatem M0, nazywanego niekiedy bazą monetarną).
Potocznie możemy powiedzieć, że zasób pieniądza to ilość pieniądza, jaka może służyć w danym kraju (w społeczeństwie) do dokonywania transakcji. Ze względu na pojawiające się w ostatnich dekadach różnego rodzaju ‘innowacje finansowe’, coraz częściej miarą zasobu pieniądza stają się agregaty M2 i M3.
Zatem mnożnik kreacji pieniądza to:
{\displaystyle k_{p}={\frac {M1}{M0}}.}
Zdefiniujmy dwa parametry {\displaystyle g} i {\displaystyle r.}
- Stosunek pieniędzy trzymanych w gotówce (C) do pieniędzy w postaci depozytów (D) jest równy {\displaystyle g{:}}

{\displaystyle g={\frac {C}{D}}.}
- Stopa rezerwy obowiązkowej (banków komercyjnych w banku centralnym) {\displaystyle r{:}}

{\displaystyle r={\frac {Rg}{D}},}
gdzie {\displaystyle Rg} – gotówka obowiązkowo przechowywana przez banki komercyjne w banku centralnym.
Z definicji {\displaystyle M0=Rg+C} oraz {\displaystyle M1=C+D.} Z definicji parametrów {\displaystyle g} i {\displaystyle r} możemy wyliczyć {\displaystyle Rg=rD} oraz {\displaystyle C=gD.}
Zatem możemy napisać, że
{\displaystyle M0=rD+gD=(r+g)D,}
{\displaystyle M1=gD+D=(g+1)D.}
Wstawiając te wartości do definicji mnożnika i robiąc elementarne przekształcania, otrzymujemy:
{\displaystyle k_{p}={\frac {M1}{M0}}={\frac {(g+1)D}{(g+r)D}}={\frac {g+1}{g+r}}.}
Zatem przy stałej wartości {\displaystyle g,} czym mniejsza wartość stopy rezerw, tym więcej pieniądza mogą wykreować banki komercyjne. Zauważmy, że niezależnie od tego, jakie jest {\displaystyle g,} dla {\displaystyle r=1} (czyli dla stuprocentowej rezerwy) mnożnik kreacji pieniądza jest równy 1, czyli nie ma kreacji pieniądza.
Wartości mnożnika mogą być bardzo duże, np. kiedy {\displaystyle r=g=0{,}1} to {\displaystyle k_{p}=5{,}5,} natomiast dla {\displaystyle r=0{,}006} i {\displaystyle g=0{,}03,} {\displaystyle k_{p}=29.}
W ostatnich dekadach konsumenci mają coraz mniej gotówki w swoich portfelach, a zapłaty dokonywane są w sposób bezgotówkowy, odpowiada to sytuacji stale malejącego {\displaystyle g.} Dla granicznej wartości, kiedy {\displaystyle g=0} mnożnik kreacji pieniądza przyjmuje postać prostego wzoru (bardzo często używanego, ale warto mieć świadomość, że jest to przybliżenie sytuacji w obecnym systemie bankowym, kiedy nadal posługujemy się gotówką trzymaną w naszych portfelach):
{\displaystyle k_{p}={\frac {1}{r}}.}